# Konwersja wewnętrzna
Konwersja wewnętrzna – proces jądrowy, w którym energia wzbudzenia jądra atomowego zostaje przekazana bezpośrednio jednemu z elektronów orbitalnych atomu (elektron konwersji). Następuje tym samym emisja (wyrzucenie) elektronu przez atom. Proces ten jest konkurencyjnym dla emisji promieniowania gamma i zachodzi głównie w atomach o dużych liczbach atomowych, przy stosunkowo małych energiach wzbudzenia jąder, rzędu 10–100 keV.

## Podobne procesy
Z uwagi na emisję elektronu do procesu konwersji wewnętrznej podobne są:
- rozpad beta minus – podczas niego dochodzi do przemiany pierwiastka na inny (liczba atomowa jądra zwiększa się o 1), emitowany jest elektron i antyneutrino elektronowe, przez co energia rozpadu dzieli się losowo między te cząstki i jądro atomowe. Tym samym widmo elektronów z rozpadu beta minus jest ciągłe (energie od zerowej do maksymalnej). Konwersja wewnętrzna nie zmienia liczby atomowej jądra a elektrony konwersji mają ściśle określone energie, nie jest emitowane antyneutrino elektronowe;
- efekt fotoelektryczny – wywołany przez foton gamma wysłany przez jądro atomowe (następuje wybicie elektronu z energią kinetyczną równą różnicy energii fotonu i energii wiązania elektronu na orbicie). Energia fotoelektronu jest przez to ściśle określona, tak jak dla elektronu konwersji. W obu przypadkach liczba atomowa jądra nie ulega zmianie. Różnica polega na tym, że konwersja wewnętrzna następuje bez udziału fotonu, energia wzbudzenia jądra zostaje przekazana bezpośrednio elektronowi.

## Mechanizm
Z kwantowomechanicznego opisu atomu wynika, że elektrony orbitalne posiadają pewne skończone prawdopodobieństwo znalezienia się w obszarze zajmowanym przez jądro atomowe. Dzięki temu elektron może przejąć energię wzbudzenia jądra atomowego bezpośrednio, tj. bez uczestnictwa fotonu gamma unoszącego energię wzbudzenia i przekazującego ją temu elektronowi.
Z reguły większość elektronów konwersji pochodzi z powłoki K, gdyż elektrony na niej posiadają największe prawdopodobieństwo znalezienia ich w obszarze jądra.
Energia kinetyczna emitowanego elektronu jest równa różnicy energii wzbudzenia jądra i energii wiązania tego elektronu w atomie.

## Współczynnik konwersji wewnętrznej
Prawdopodobieństwo wystąpienia zjawiska konwersji wewnętrznej na określonym poziomie elektronowym (np. powłoce K) wyraża się za pomocą współczynnika konwersji wewnętrznej {\displaystyle \alpha _{K}.} W związku z tym, że proces ten jest procesem konkurującym z emisją promieniowania gamma przez wzbudzone jądro atomowe, definiuje się go jako stosunek liczby elektronów konwersji {\displaystyle N_{e}} (przykładowo z poziomu K) emitowanych w określonym przedziale czasu do liczby fotonów gamma {\displaystyle N_{\gamma }} wyemitowanych w tym samym czasie:
{\displaystyle \alpha _{K}={\frac {N_{e}}{N_{\gamma }}}}

## Następstwa procesu
Po emisji elektronu konwersji na danej powłoce elektronowej pozostaje dziura (brak elektronu, atom jest wzbudzony). Zostaje ona zapełniona przez elektron z dalszej powłoki, przy czym atom emituje wówczas foton charakterystycznego promieniowania rentgenowskiego. Odwzbudzanie odbywa się poprzez kaskadę takich przeskoków z emisją fotonów X lub elektronów Augera.

## Pochodzenie nazwy
Historycznie nazwa procesu konwersji wewnętrznej pochodzi od hipotez tłumaczących emisję elektronów tym, że foton gamma oddaje elektronowi orbitalnemu swą energię. Obecnie wiadomo, że energia wzbudzenia jądra przekazywana jest elektronowi bezpośrednio.